# Shoah (Film)
Shoah (anhörenⓘ) ist ein zweiteiliger Dokumentarfilm von Claude Lanzmann aus dem Jahr 1985. In dem Film werden Zeitzeugen zum Holocaust (auch als Shoa bezeichnet) befragt. Kein Leichnam wird gezeigt, auch nicht als Archivbild. Die Filmaufnahmen bestehen überwiegend aus Interviews und langsamen Kamerafahrten an Orten, zu denen tausende Juden im Zweiten Weltkrieg deportiert und dort ermordet wurden. Shoah ist mit neun Stunden ungewöhnlich lang und gilt als ein Meilenstein in der filmischen Auseinandersetzung mit der vom Deutschen Reich zur Zeit des Nationalsozialismus systematisch betriebenen Vernichtung der Juden.

## Selbstbeschreibung des Regisseurs
Lanzmann über seinen Film in der französischen Tageszeitung Le Monde vom 3. März 1994:

„Es gibt in ‚Shoah‘ keine Sekunde mit Archivmaterial, weil dies nicht die Art ist, wie ich denke und arbeite, und, nebenbei gesagt, solches Material gibt es gar nicht. […] Wenn ich einen Film gefunden hätte – einen geheimen Film, weil das Filmen verboten war –, gedreht durch die SS, in dem gezeigt wird, wie 3000 Juden – Männer, Frauen und Kinder – zusammen sterben, in der Gaskammer des Krematoriums 2 in Auschwitz ersticken, so hätte ich ihn nicht nur nicht gezeigt, ich hätte ihn sogar vernichtet. Ich kann nicht sagen, warum. Das passiert von selbst.“

## Zeitzeugen im Film
Im Film kommen als Zeitzeugen auf Seiten der Opfer zu Wort:
- Armando Aaron (geb. 1920) (Vorstehender der jüdischen Gemeinde in Korfu; Überlebender von Auschwitz)
- Abraham Bomba (1913–2000) (Friseur in Treblinka)[3]
- Paula Biren (1922–2016) (Überlebende des Ghettos von Lodz und von Auschwitz)
- Inge Deutschkron (1922–2022) (lebte während des ganzen Krieges versteckt in Berlin; vgl. Judenretter)
- Itzhak Dugin (Überlebender des Ghetto Vilnius)
- Ruth Elias (1922–2008) (Überlebende des „tschechischen Familienlagers“ in Auschwitz)
- Richard Glazar (1920–1997) (Überlebender von Treblinka)
- Moshe Mordo (aus Korfu, Überlebender von Auschwitz)
- Filip Müller (1922–2013) (Überlebender der Liquidierungen des Sonderkommandos von Auschwitz)
- Mordechaï Podchlebnik (1907–1985) (Überlebender der ersten Vernichtungsphase von Chełmno)
- Simcha Rotem (1924–2018) (Überlebender des Warschauer Ghettos, Mitglied der jüdischen Kampforganisation)
- Gertrude Schneider (1928–2020) (mit ihrer Mutter Überlebende des Ghettos Riga)
- Simon Srebnik (1930–2006) (Überlebender der zweiten Vernichtungsphase von Chełmno)
- Rudolf Vrba (1924–2006) (Mitglied der Widerstandsbewegung)
- Itzhak Zuckermann (1915–1981) (Überlebender des Warschauer Ghettos, 2. Befehlshaber der jüdischen Kampforganisation ZOB)
- Motke Zaidl (1925–2007) (Überlebender von Wilna)

Weitere Zeitzeugen
- Raul Hilberg (1926–2007) (Historiker)
- Martha Michelsohn (Ehefrau eines NS-Lehrers in Chełmno)
- Alfred Spiess (1919–2001) (Staatsanwalt im zweiten Treblinka-Prozess)
- Hanna Zaidl (Tochter von Motke Zaidl)

Zeugen waren auch Czesław Borowy (polnischer Bauer bei Treblinka), Henryk Gawkowski (polnischer Lokführer von Deportationszügen), Bronisław Falborski (Einwohner von Koło), Herr Filipowicz (Bewohner von Włodawa, Zwischenlager ca. 10 km nördlich vom Vernichtungslager Sobibor), Pana Pietyra (Einwohnerin der Stadt Oświęcim (Auschwitz)), Jan Piwonski (Weichensteller am Bahnhof von Sobibor) und Jan Karski (Kurier der polnischen Exilregierung).
Auf Seiten der Täter standen damals:
- Hans Gewecke (1906–1991) (Gebietskommissar in Schaulen, Litauen)
- Franz Grassler (1912–1998) (Stellvertreter des NS-Kommissars Heinz Auerswald für den Jüdischen Wohnbezirk Warschau)
- Josef Oberhauser (1915–1979) (Fahrer von Odilo Globocnik, des Leiters der Aktion Reinhardt)
- Franz Schalling (SS-Angehöriger, beteiligt an den Vergasungen in Chelmno/dem Vernichtungslager Kulmhof)
- Franz Suchomel (1907–1979) (SS-Unterscharführer, Treblinka)
- Walter Stier (Beamter in der Generaldirektion der Ostbahn/Deutsche Reichsbahn in Krakau, zuständig für den „Sonderzug“-Verkehr, die Deportationszüge in die Vernichtungslager)

## Inhalt
Regisseur Lanzmann reiste 11 Jahre lang – von 1974 bis 1985 – durch Europa, in erster Linie durch Polen, um Zeitzeugen zu befragen. Der Film zeigt die Schauplätze Treblinka, Sobibor, Auschwitz, Chelmno und Warschau ohne jegliches Archiv- oder Fremdmaterial, sondern nur Aufnahmen aus dem Zeitraum und an den heutigen Orten dieser Reisen. Er unterbricht die Gespräche mit Aufnahmen von Güterzügen auf den Eisenbahnstrecken nach Treblinka oder anderen Vernichtungslagern. In wiederkehrenden Zyklen lässt Lanzmann die Waggons auf den heutigen Bahnhöfen der damaligen Vernichtungslager ankommen und rangieren.
Das zentrale Thema der Befragungen sind die Konzentrations- und Vernichtungslager während des Zweiten Weltkriegs und das Warschauer Ghetto. Lanzmann stellte die Zeugen mit seinen Fragen auf eine harte Probe; er ließ sie ununterbrochen filmen, auch wenn sie die Fassung verloren, weil sie die grausame Erinnerung nicht mehr ertragen konnten. Neben Opfern, die den Völkermord überlebt hatten, befragte Lanzmann auch Täter. Diese wurden teilweise mit versteckter Kamera gefilmt.
Der Film zeigt zudem ausführlich, wie die Stätten der damaligen Lager zum Zeitpunkt des Drehs ausgesehen haben (zwischen 1976 und 1984). An manchen Orten gibt es Gedenkstätten, an anderen fand er nur pflanzenüberwucherte Reste. Darauf haben Augenzeugen hingewiesen, wenn sie bestätigten, dass sich an dem Ort seither nichts verändert habe. Bilder von tristen Gegenden oder Gebäuden überlappen sich oft mit den akustischen Stellungnahmen einzelner Überlebender.

## Rezeption
Die polnische Regierung protestierte vor der Uraufführung am 30. April 1985 in Paris bei der französischen Regierung gegen den Film und verlangte ein vollständiges Verbot, da der Film zeigt, dass Antisemitismus in der Volksrepublik Polen verbreitet fortbestand. Im Oktober 1985 – damals gehörte Polen noch zum Ostblock – wurde im polnischen Fernsehen ein 90-minütiger Zusammenschnitt gezeigt; in der anschließenden Diskussionssendung wurde der Film einmütig verurteilt.
Auch in Deutschland war die Ausstrahlung des Films nicht unumstritten. Während sich insbesondere der WDR dafür einsetzte, wehrte sich vor allem der Bayerische Rundfunk (BR) dagegen und sorgte, wie 1979 bei der Fernsehserie Holocaust, für eine Ausstrahlung in den Dritten Programmen statt in der ARD; der BR sendete Shoah zudem später als andere Landessender und zu einem ungünstigen Sendetermin.
Shoah zeigt und betont den Überlebenswillen der Augenzeugen/Überlebenden, der sich gegen unvorstellbare psychische Belastungen durchgesetzt hat. Ohne ihn könnten die Zeugen ihre Erinnerung später nicht den jüngeren Generationen vermitteln.

„Den Massenmord als Spielfilm zu inszenieren, sei blasphemisch, so Lanzmann. Man mag seine Haltung als die eines alttestamentlichen Gottes kritisieren, der sein Bilderverbot eifersüchtig verteidigt. So wenig es gerechtfertigt ist, alle weiteren Filmprojekte ausschließlich an Shoah zu messen, lässt sich doch sagen, dass diese radikale Dokumentation durch ihr Beharren auf Fakten, Kontinuitäten und auf die Kraft des gesprochenen Wortes immer noch den größtmöglichen Gegenpol zu allen vorangegangenen und späteren Versuchen ganzheitlicher Erzählungen vom Nationalsozialismus und Holocaust bildet. Shoah ist und bleibt ein Ausnahmefilm.“

Der Film ist in Deutschland seit 2007 vollständig auf DVD erhältlich, seit 2017 in einer restaurierten Fassung.
Ab dem 26. Januar 2012 strahlte TRT, die öffentlich-rechtliche Rundfunkgesellschaft der Türkei, den Film aus. Das Aladdin-Projekt hatte das Werk mit türkischen Untertiteln versehen. Lanzmann bezeichnete das als einen historischen Schritt, der hoffentlich viele Nachahmer in der islamischen Welt finden werde.
Der Filmkanon zur Vermittlung von Filmkompetenz an Jugendliche listet Shoah seit 2003. Bei der alle zehn Jahre von der Filmzeitschrift Sight & Sound durchgeführten Umfrage nach dem „besten Film aller Zeiten“ unter Filmkritikern wurde Shoah 2012 auf Platz 29 und 2022 auf Platz 27 gewählt.
In der 2015 veröffentlichten Dokumentation Claude Lanzmann: Spectres of the Shoah berichtet Lanzmann über die Arbeiten an dem Filmprojekt.
Zum 75. Jahrestag der Befreiung des Konzentrationslagers Auschwitz am 27. Januar 2020 rief das internationale literaturfestival berlin zu einem „Worldwide Screening“ des Films auf, an dem sich zahlreiche Kulturinstitutionen weltweit beteiligten.
Im Mai 2023 nahm die UNESCO den Film in ihr Register des Weltdokumentenerbes auf. An der Nominierung durch die Association Claude et Felix Lanzmann beteiligte sich das Jüdische Museum Berlin, das 120 Kassetten mit Zeitzeugeninterviews besitzt. Diese Audio-Interviews bildeten die Recherche-Grundlage des Films und werden nun nach und nach über das Interviewportal Oral-History.Digital erschlossen und bereitgestellt.
Auf der 75. Berlinale wurde der Film am 16. Februar 2025 in seiner Gesamtlänge zu Ehren des Regisseurs, der in diesem Jahr 100 Jahre alt geworden wäre, in der Akademie der Künste mit einer 26-minütigen Einführung in den Film und dessen Entstehungsgeschichte (in englischer Sprache) vorgeführt. Anlass war darüber hinaus der 40. Jahrestag der Uraufführung des Films und das Ende des Zweiten Weltkriegs vor 80 Jahren.

## Auszeichnungen (Auswahl)
Die Produktion wurde insgesamt mit 13 verschiedenen Preisen geehrt. So wurde der Film bei den British Academy Film Awards als bester Dokumentarfilm ausgezeichnet. Einen Preis in der gleichen Kategorie erhielt Shoah 1986 bei den Boston Society of Film Critics Awards. Hinzu kam im gleichen Jahr eine Auszeichnung der National Society of Film Critics.
Bei den Internationalen Filmfestspielen Berlin im Jahr 1986 wurde der Regisseur Claude Lanzmann mit drei Preisen geehrt: dem Caligari Filmpreis, dem FIPRESCI-Preis sowie OCIC Award – Honorable Mention. Außerdem erhielt Lanzmann 1987 den Adolf-Grimme-Preis mit Gold.
Regisseur Lanzmann erhielt 1985 einen Special Award der Los Angeles Film Critics Association.

## Film
- Shoah. Interviews mit Zeitzeugen
- Adam Benzine: Claude Lanzmann: Spectres of the Shoah. Dokumentation, Großbritannien 2015.

## Später erschienenes, damals gedrehtes Filmmaterial
- 1997: Ein Lebender geht vorbei. Dokumentation. Interview mit Maurice Rossel, dem Beauftragten des Internationalen Roten Kreuzes aus der Schweiz, der die KZs Auschwitz und Theresienstadt besuchte und dort nichts Besonderes feststellte (65 Minuten).[13]
- 2001: Sobibor, 14. Oktober 1943, 16 Uhr (Sobibor, 14 octobre 1943, 16 heures). Interview mit Yehuda Lerner (Überlebender des Sobibor-Aufstandes, 95 Minuten)
- 2010: Der Karski-Bericht. Interview mit Jan Karski (49 Minuten)
- 2013: Der Letzte der Ungerechten, ein knapp vierstündiges Interview mit Benjamin Murmelstein.
- 2017: Vier Schwestern (Les Quatre Sœurs)[14]